# Changate
Changate – wieś w Botswanie w dystrykcie Central. Osada znajduje się 5 km od granicy z Zimbabwe. Według spisu ludności z 2001 roku wieś liczyła 938 mieszkańców.